# Elektrische machine

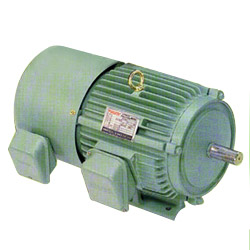
Elektromotor, een voorbeeld van een elektrische machine.

Elektrische machines zijn machines, die elektrische energie omzetten in mechanische energie of andersom. Elektrische machines kunnen op wisselstroom (AC) of gelijkstroom (DC) draaien.
Wanneer een machine elektrische energie omzet in mechanische energie, dan wordt er gesproken over een elektromotor. Wanneer andersom mechanische energie wordt omgezet elektrische energie spreekt men van een dynamo of generator.
Het begrip elektrische machine wordt ook gebruikt voor toestellen die elektrische energie omzetten in elektrische energie, waarbij de spanning en de frequentie of het aantal fasen wordt gewijzigd. Hieronder vallen ook transformatoren die elektrische energie omzetten van een ander spanningsniveau, doch met dezelfde frequentie en hetzelfde aantal fasen.